# Oceanospirillum maris
Espèce
Oceanospirillum maris est une espèce de la famille des Oceanospirillaceae.

## Taxonomie
Le nom correct complet (avec auteur) de ce taxon est Oceanospirillum maris Hylemon et al. 1973.
Oceanospirillum maris a pour synonymes :
- Oceanospirillum hiroshimense (Terasaki 1973) Terasaki 1979
- Oceanospirillum maris subsp. hiroshimense (Terasaki 1973) Pot et al. 1989
- Oceanospirillum maris subsp. williamsae Linn & Krieg 1984
- Spirillum hiroshimense Terasaki 1973

### Étymologie
L'étymologie de l'espèce O. maris est la suivante : ma’ris. L. gen. neut. n. maris, de la mer.